# تحالف اليسار
تحالف اليسار (بالفنلندية: Vasemmistoliitto) (بالسويدية: Vänsterförbundet)، حزب سياسي اشتراكي في فنلندا. تأسس على قواعد الرابطة الديمقراطية الشعبية الفنلندية والحزب الشيوعي الفنلندي في عام 1990.
في الانتخابات البرلمانية ، تحصل التحالف على حصة من الأصوات تقارب العشرة في المئة. وكانت له ثلاث حقائب وزارية في حكومتي بآفو ليبونن (1995-2003). و هو عضو في تحالف اليسار الأخضر الشمالي. للحزب حالياً 17 نائبا في البرلمان الفنلندي. وخسر عضويته الوحيدة المتبقية في البرلمان الأوروبي بانتخابات 2009.
يصدر الحزب أسبوعية كإنسان أوتيست.